# Tiro con l'arco ai XVIII Giochi del Mediterraneo
I tornei di tiro con l'arco ai XVIII Giochi del Mediterraneo si sono svolti dal 22 al 24 giugno 2018 presso l'Estadio de Atletismo de Campclar a Tarragona. Il programma prevedeva le categorie individuali e a squadre sia in ambito maschile sia femminile, assegnando complessivamente quattro medaglie.

## Calendario
Il calendario delle gare è stato il seguente:
| ● | Competizioni | ● | Finali |

| Giugno/Luglio |    |    |    |    |    |    |    |    |    |
| 22            | 23 | 24 | 25 | 26 | 27 | 28 | 29 | 30 | 1º |
| ●             | ●  | 4  |    |    |    |    |    |    |    |

## Podi

### Uomini
| Evento                 | Oro                                                 | Argento                                                  | Bronzo                                              |
| Individuale (dettagli) | Mete Gazoz                                          | Gašper Štrajhar                                          | Pablo Acha                                          |
| A squadre (dettagli)   | Francia Romain Fichet Mathieu Jimenez Thomas Koenig | Slovenia Rok Bizjak Den Habjan Malavašič Gašper Štrajhar | Spagna Pablo Acha Miguel Alvariño Antonio Fernández |

### Donne
| Evento                 | Oro                                                       | Argento                                         | Bronzo                                             |
| Individuale (dettagli) | Lucilla Boari                                             | Mónica Galisteo                                 | Aybüke Aktuna                                      |
| A squadre (dettagli)   | Francia Marion Bardary Angéline Cohendet Bérangère Rogazy | Spagna Mónica Galisteo Nerea López Alicia Marín | Turchia Aybüke Aktuna Yasemin Anagöz Gülnaz Coşkun |

## Medagliere
| Posizione | Paese    | Oro | Argento | Bronzo | Totale |
| --------- | -------- | --- | ------- | ------ | ------ |
| 1         | Francia  | 2   | 0       | 0      | 2      |
| 2         | Turchia  | 1   | 0       | 2      | 3      |
| 3         | Italia   | 1   | 0       | 0      | 1      |
| 4         | Spagna   | 0   | 2       | 2      | 4      |
| 5         | Slovenia | 0   | 2       | 0      | 2      |
| Totale    | Totale   | 4   | 4       | 4      | 12     |